# Upsala armaturfabrik
Upsala armaturfabrik var en svensk tillverkare av elektrisk belysningsarmatur mellan 1915 och 1970. Företaget hade under längst tid huvudkontor och fabrikslokaler på Malmgårdsvägen 22 i Stockholm.

## Historia
Företaget började sin verksamhet i Uppsala. Här tillverkades belysningsarmaturer i gjutgods av mässing. Skållampor, ringlampor, takbelysningar, konstglaslampor, bordsstakar och sidenlampor hörde till sortimentet.
Redan efter några år flyttade Upsala armaturfabrik till Stockholm och etablerade sig på Värmdögatan 22, kvarteret Vitbetan, Södermalm. År 1939 bytte gatan namn till Malmgårdsvägen. Ett provlager med utställning fanns på Drottninggatan 86 i Stockholm. Under 1940-talet hade Upsala armaturfabrik ett rikt utbud av stilarmatur, modern armatur och teknisk armatur i sina produktkataloger.
År 1962 flyttade företaget till Oskarsgatan 103 i Hultsfred. Utställningslokalen på Drottninggatan 86 i Stockholm behölls. År 1970 efter en likvidation tog företaget Pagos armaturfabrik i Kungsör över tillverkningen i Hultsfred sedan den flyttats till industrihotellet Blåklinten. Därefter har mindre verksamhet bedrivits i flera försök att hålla varumärket vid liv.
Upsala armaturfabrik samarbetade med externa arkitekter och formgivare. Till de mest kända hörde Björn Hultén, Sven Markelius, Kurt Nordström och Rolf Bergh. Uppmärksammade inredningsprojekt till vilka Upsala armaturfabrik stod för belysningen var biograferna Spegeln och Astoria i Stockholm, Svenska industritjänstemannaförbundet, Stockholms stadsteater när den låg vid vid Norra Bantorget samt flera svenska kyrkor.
År 1932 ombildades firman till aktiebolag. År 1947 hade Upsala armaturfabrik AB cirka 75 anställda.